# Павло Кирилов
Кирилов Павло — полковник Інгульської паланки війська Запорозького Низового часів Нової Січі.

## Відомості
У 1747—1748 роках — депутат Бахмутської слідчої комісії, у 1752 році козак Шкуринського куреня, депутат від Війська Запорозького у Старосамарській комісії. У 1756 році — військовий суддя Коша Запорозького, 1757 року — полковник Інгульської паланки, у 1758—1760 роках — член депутації від Війська Запорозького до Санкт-Петербургу. 